# Filip Belgický
Filip (nizozemsky: Filip Leopold Lodewijk Maria, francouzsky: Philippe Léopold Louis Marie, němčina: Philipp Leopold Ludwig Maria; * 15. dubna 1960 na zámku Belvedère u Lakenu) je belgický král. Je nejstarším dítětem krále Alberta II. a královny Paoly. Na trůn nastoupil poté, co jeho otec ze zdravotních důvodů 21. července 2013 abdikoval. V roce 1999 se oženil s Mathilde d'Udekem d'Acoz, s níž má čtyři děti. Jejich nejstarší dítě, princezna Elisabeth, je první v řadě následnictví.
Král je spíše introvertní a hluboce věřící člověk, poznamenaný manželskou krizí, kterou prošli jeho rodiče, a proto měl problém navázat vztah s vhodnou dívkou a oženit se. Na trůně by někteří Belgičané raději viděli jeho mladší sestru, princeznu Astrid, provdanou za rakouského arcivévodu Lorenze d'Este.[zdroj?]

## Časný život
Filip se narodil 15. dubna 1960 za vlády svého strýce, belgického krále Baudouina. Jeho otec, princ Albert, princ z Lutychu (později král Albert II.) byl druhým synem belgického krále Leopolda III. a mladším bratrem Baudouina. Jeho matka, Paola, princezna z Lutychu (později královna Paola), byla dcerou italského aristokrata Fulca VIII., knížete Ruffa di Calabria, 6. vévody z Guardie Lombarda. Jeho matka pochází z francouzského rodu La Fayette a král je potomkem Gilberta du Motier, markýze de Lafayette a Marie Adrienne Françoise de Noailles.
Narodil se na zámku Belvédère v Laekenu severně od Bruselu. Byl pokřtěn o měsíc později v kostele Saint Jacques-sur-Coudenberg v Bruselu dne 17. května a byl pojmenován Filip po svém pra-pra-pradědečkovi princi Filipovi, hraběti z Flander. Jeho kmotry byli jeho dědeček z otcovy strany, král Leopold III. a jeho babička z matčiny strany, Donna Luisa.

## Vzdělávání
V letech 1978 až 1981 byl Filip vzděláván na belgické královské vojenské akademii. Dne 26. září 1980 byl jmenován podporučíkem a složil důstojnickou přísahu.
Ve vzdělávání pokračoval na Trinity College v Oxfordu a navštěvoval postgraduální studium na Stanfordově univerzitě v Kalifornii, kde v roce 1985 získal magisterský titul v oboru politologie. V roce 1989 se zúčastnil řady speciálních zasedání v Royal Higher Defence Institute. Ve stejném roce byl povýšen na plukovníka.
V roce 1993 král Baudouin zemřel ve Španělsku, Albert se stal novým králem a Filip se stal novým dědicem trůnu s titulem vévody brabantského.
Dne 25. března 2001 byl princ jmenován do hodnosti generálmajora v pozemské složce a letectvu a do hodnosti kontradmirála v námořnictvu.

## Svatba

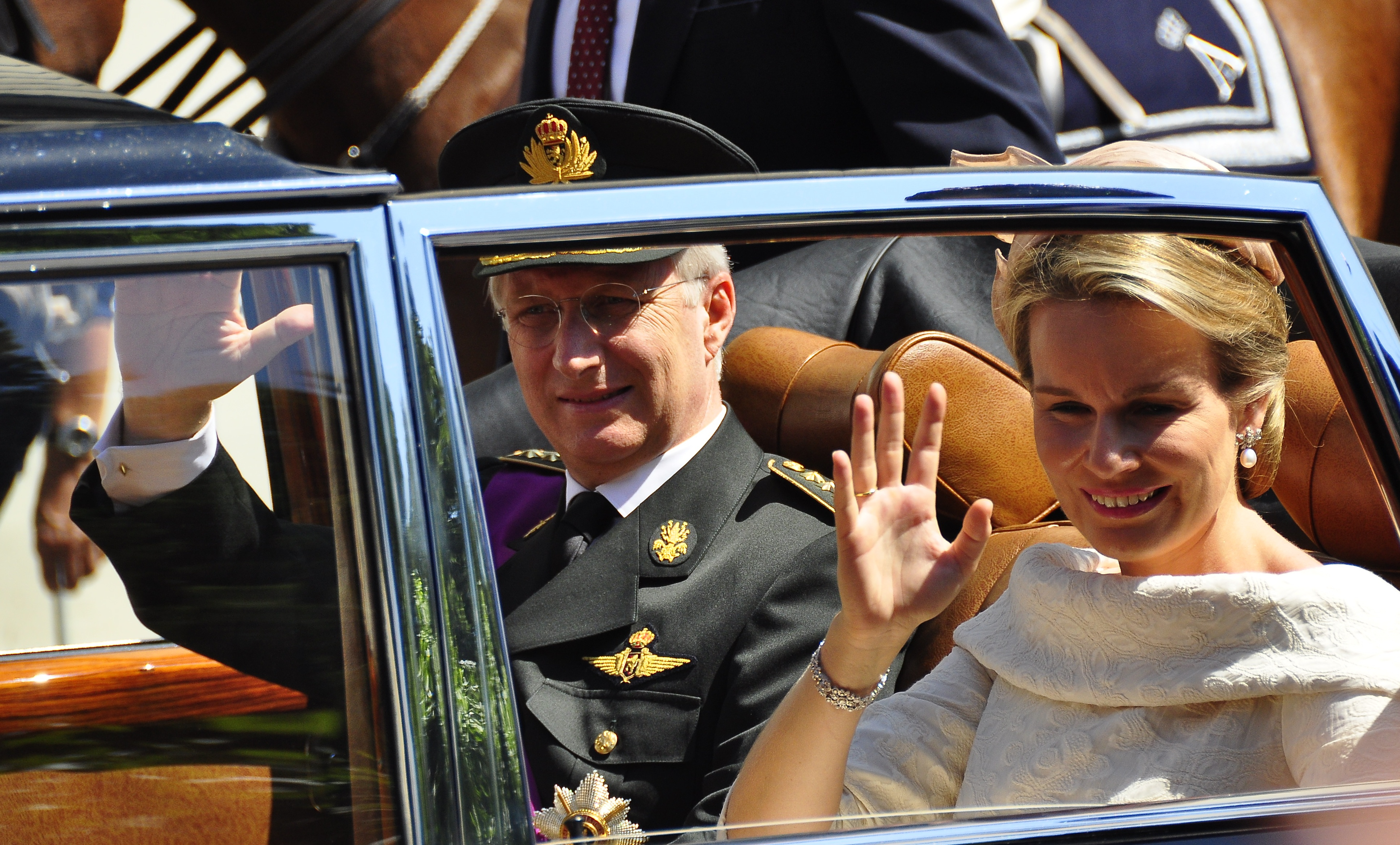
Král Filip a královna Mathilde zamávali davům v Bruselu poté, co byl Filip korunován jako nový belgický král.

Filip se oženil s Mathildou d'Udekem d'Acoz, dcerou valonského hraběte z belgické šlechtické rodiny a potomka polských šlechtických rodů, jako jsou Sapiehové a Komorowští, dne 4. prosince 1999 v Bruselu, na civilním obřadu v Bruselské radnici a náboženském obřadu v katedrále svatého Michaela archanděla a svaté Guduly v Bruselu. Mají čtyři děti: princeznu Elisabeth, prince Gabriela, prince Emmanuela a princeznu Eléonore.

Královská zástava Filipa Belgického

## Oficiální povinnosti
Král Filip po ukončení svých studií převzal od svého otce mnohé oficiální povinnosti. Vedl například zahraničí misi skupiny belgických podnikatelů. Je členem Římského klubu. V roce 2012 se účastnil bilderberské konference, neformálního soukromého setkání světově nejvlivnějších osob. Mezi jeho zájmy patří literatura, hospodářské záležitosti a sport.
V roce 1995 byl Filipovi propůjčen velkokříž rytířského Řádu Božího Hrobu v Jeruzalémě. V roce 1998 jej přijal rovněž Maltézský řád jako čestného a oddaného rytíře.
3. července 2013 oznámil jeho otec Albert II. svou abdikaci k 21. červenci 2013, na den belgického dne nezávislosti. Poté, co Albert II. podepsal abdikační listinu, složil Filip přísahu na belgickou ústavu.

## Rodina

Královský monogram Filipa Belgického

Výběr manželky byl choulostivý, belgický kontext si žádá, aby manželka krále nepocházela ze žádné ze soupeřících komunit (Vlámů ani Valonů), de facto tedy aby nebyla Belgičanka. V září 1999 bylo oznámeno Filipovo zasnoubení s dívkou z belgické aristokracie, Mathilde d'Udekem d'Acoz, terapeutkou řečových vad a psycholožkou, jejíž rodina, původně vlámská, žije ve Valonsku. Její otec Patrick vykonává krajské funkce jak ve Valonsku, tak Vlámsku. Matkou Mathilde je polská komtesa Anna Komorowská.

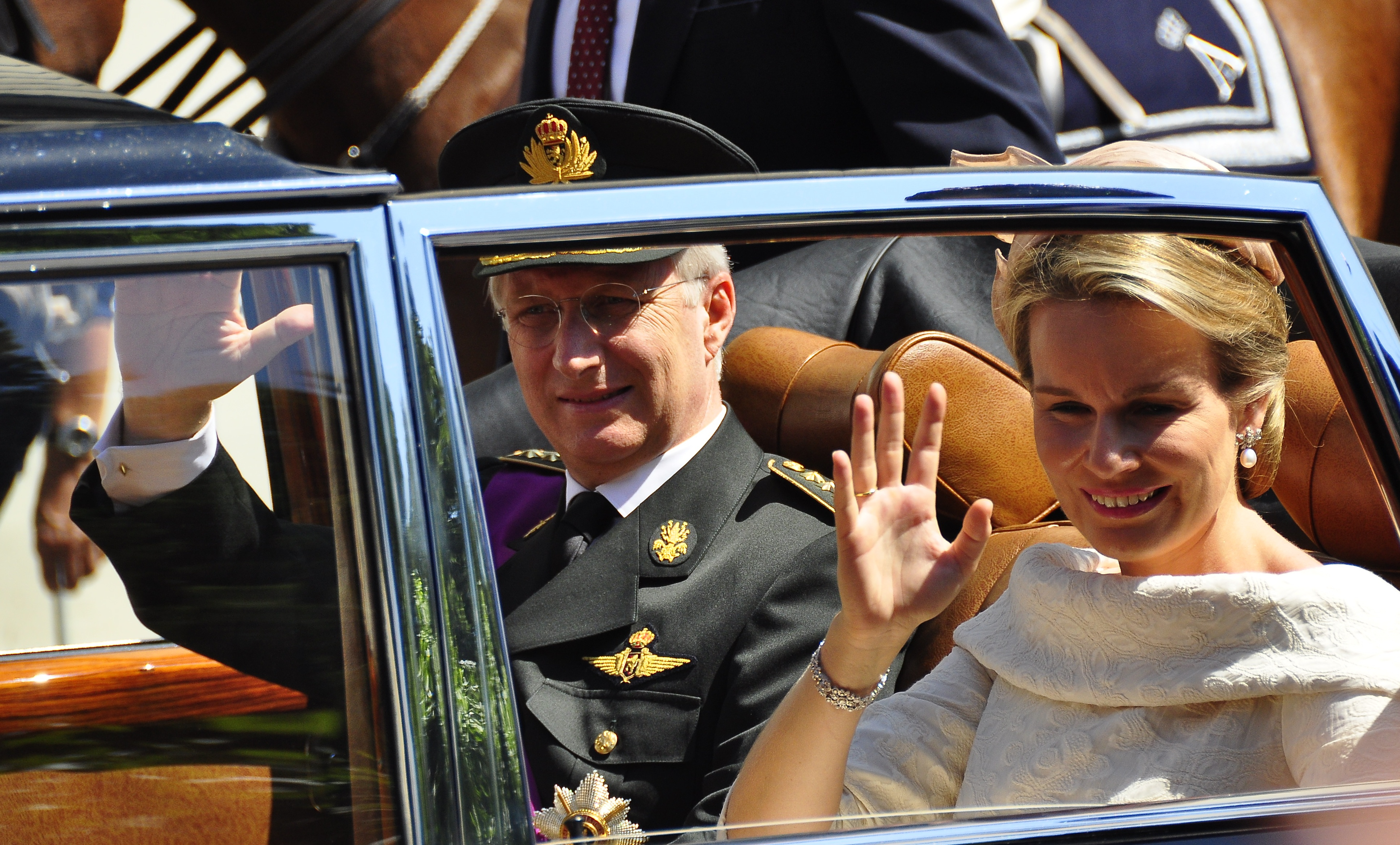
Král Filip s manželkou královnou Mathildou

Sňatek uzavřený francouzsky, vlámsky a německy se uskutečnil 4. prosince 1999 v Katedrále sv. Michala a Guduly a uspokojil obě soupeřící komunity.
Ze svazku Philippa a Mathildy se narodily čtyři děti:
- 1. Elisabeth Marie Hélène (* 25. 10. 2001 Anderlecht), korunní princezna, následnice trůnu, vévodkyně brabantská
- 2. Gabriel Baudouin Charles Maria (* 20. 8. 2003 Anderlecht)
- 3. Emmanuel Leopold Guillaume François Maria (* 4. 10. 2005 Anderlecht)
- 4. Eléonore Fabiola Victoria Anne Marie (* 16. 4. 2008 Anderlecht)

## Tituly a vyznamenání
- 15. dubna 1960 – 9. srpna 1993: Jeho královská Výsost princ Filip Belgický
- 9. srpna 1993 – 21. července 2013: Jeho královská Výsost vévoda z Brabantu
- 21. července 2013 – současnost: Jeho Veličenstvo Král Belgičanů

## Vývod z předků
|                |                                 |  |   |                                                |  |  |  |  |  |  |  | Filip Belgický |
|                |                                 |  |   |                                                |  |  |  |  |  |  |  |                |
|                | Albert I. Belgický              |  |   |                                                |  |  |  |  |  |  |  |                |
|                |                                 |  |   |                                                |  |  |  |  |  |  |  |                |
|                |                                 |  |   | Marie Luisa Hohenzollernská                    |  |  |  |  |  |  |  |                |
|                |                                 |  |   |                                                |  |  |  |  |  |  |  |                |
|                | Leopold III. Belgický           |  |   |                                                |  |  |  |  |  |  |  |                |
|                |                                 |  |   |                                                |  |  |  |  |  |  |  |                |
|                |                                 |  |   | Karel Teodor Bavorský                          |  |  |  |  |  |  |  |                |
|                |                                 |  |   |                                                |  |  |  |  |  |  |  |                |
|                | Alžběta Gabriela Bavorská       |  |   |                                                |  |  |  |  |  |  |  |                |
|                |                                 |  |   |                                                |  |  |  |  |  |  |  |                |
|                |                                 |  |   | Marie Josefa Portugalská                       |  |  |  |  |  |  |  |                |
|                |                                 |  |   |                                                |  |  |  |  |  |  |  |                |
|                | Albert II. Belgický             |  |   |                                                |  |  |  |  |  |  |  |                |
|                |                                 |  |   |                                                |  |  |  |  |  |  |  |                |
|                |                                 |  |   | Oskar II. Švédský                              |  |  |  |  |  |  |  |                |
|                |                                 |  |   |                                                |  |  |  |  |  |  |  |                |
|                | Karel Švédský                   |  |   |                                                |  |  |  |  |  |  |  |                |
|                |                                 |  |   |                                                |  |  |  |  |  |  |  |                |
|                |                                 |  |   | Žofie Nasavská                                 |  |  |  |  |  |  |  |                |
|                |                                 |  |   |                                                |  |  |  |  |  |  |  |                |
|                | Astrid Švédská                  |  |   |                                                |  |  |  |  |  |  |  |                |
|                |                                 |  |   |                                                |  |  |  |  |  |  |  |                |
|                |                                 |  |   | Frederik VIII. Dánský                          |  |  |  |  |  |  |  |                |
|                |                                 |  |   |                                                |  |  |  |  |  |  |  |                |
|                | Ingeborg Dánská                 |  |   |                                                |  |  |  |  |  |  |  |                |
|                |                                 |  |   |                                                |  |  |  |  |  |  |  |                |
|                |                                 |  |   | Luisa Švédská                                  |  |  |  |  |  |  |  |                |
|                |                                 |  |   |                                                |  |  |  |  |  |  |  |                |
| Filip Belgický |                                 |  |   |                                                |  |  |  |  |  |  |  |                |
|                |                                 |  |   |                                                |  |  |  |  |  |  |  |                |
|                |                                 |  | - |                                                |  |  |  |  |  |  |  |                |
|                |                                 |  |   |                                                |  |  |  |  |  |  |  |                |
|                | Fulco VII. Ruffo di Calabria    |  |   |                                                |  |  |  |  |  |  |  |                |
|                |                                 |  |   |                                                |  |  |  |  |  |  |  |                |
|                |                                 |  |   | -                                              |  |  |  |  |  |  |  |                |
|                |                                 |  |   |                                                |  |  |  |  |  |  |  |                |
|                | Fulco Ruffo di Calabria         |  |   |                                                |  |  |  |  |  |  |  |                |
|                |                                 |  |   |                                                |  |  |  |  |  |  |  |                |
|                |                                 |  |   | Théodore Mosselman du Chenoy                   |  |  |  |  |  |  |  |                |
|                |                                 |  |   |                                                |  |  |  |  |  |  |  |                |
|                | Laura Mosselmanová du Chenoy    |  |   |                                                |  |  |  |  |  |  |  |                |
|                |                                 |  |   |                                                |  |  |  |  |  |  |  |                |
|                |                                 |  |   | Isabelle Coghen                                |  |  |  |  |  |  |  |                |
|                |                                 |  |   |                                                |  |  |  |  |  |  |  |                |
|                | Paola Belgická                  |  |   |                                                |  |  |  |  |  |  |  |                |
|                |                                 |  |   |                                                |  |  |  |  |  |  |  |                |
|                |                                 |  |   | Calisto Gazelli di Rossana e di San Sebastiano |  |  |  |  |  |  |  |                |
|                |                                 |  |   |                                                |  |  |  |  |  |  |  |                |
|                | Augusto Gazelli di Rossana      |  |   |                                                |  |  |  |  |  |  |  |                |
|                |                                 |  |   |                                                |  |  |  |  |  |  |  |                |
|                |                                 |  |   | Francesca Cotti di Ceres                       |  |  |  |  |  |  |  |                |
|                |                                 |  |   |                                                |  |  |  |  |  |  |  |                |
|                | Luisa Gazelliová                |  |   |                                                |  |  |  |  |  |  |  |                |
|                |                                 |  |   |                                                |  |  |  |  |  |  |  |                |
|                |                                 |  |   | -                                              |  |  |  |  |  |  |  |                |
|                |                                 |  |   |                                                |  |  |  |  |  |  |  |                |
|                | Maria Cristina dei Conti Rignon |  |   |                                                |  |  |  |  |  |  |  |                |
|                |                                 |  |   |                                                |  |  |  |  |  |  |  |                |
|                |                                 |  |   | -                                              |  |  |  |  |  |  |  |                |
|                |                                 |  |   |                                                |  |  |  |  |  |  |  |                |

Filip Belgický je prapravnuk švédského krále Oskara II., dánského krále Frederika VIII. Mezi jeho předky patří také portugalský král Jan VI., francouzský král Ludvík Filip a španělský král Karel IV.